# Erna Baumbauer
Erna Baumbauer (* 8. Januar 1919 in München; † 30. Januar 2010 ebenda) war eine deutsche Schauspielagentin.

## Leben und Wirken
Erna Baumbauer war zunächst als Buchhändlerin tätig, interessierte sich jedoch vor allem für das Theater. Als freie Journalistin verfasste sie Rezensionen und arbeitete für einen Filmverleih. Aufgrund ihrer Bekanntschaft zu Mitgliedern der Münchner Kammerspiele war es ihr möglich, weiterführende Kontakte zu knüpfen. Nach dem Zweiten Weltkrieg begann sie mit der Vermittlung von Schauspielern und gründete eine Agentur. Bis zuletzt übte sie dort ihre Tätigkeit aus und betreute die Karrieren zahlreicher Theater- und Filmschauspieler.
Baumbauer galt als „Grande Dame“ der Künstleragenten und wurde von Ulrich Mühe anlässlich der Verleihung des Bayerischen Filmpreises 2006 als „Königin von Bayern“ bezeichnet. Im Jahr 2006 erhielt sie den Ehrenpreis des Deutschen Filmpreises für ihr Lebenswerk. Am 5. Juli desselben Jahres wurde sie mit dem Bayerischen Verdienstorden ausgezeichnet. 2008 wurde ihr das Bundesverdienstkreuz 1. Klasse verliehen. Sie war die Mutter der Künstleragentin Patricia Baumbauer und des ehemaligen Intendanten der Münchner Kammerspiele Frank Baumbauer.

## Vermittelte Schauspieler
Zu bekannten Schauspielern, Schauspielerinnen und Regisseuren, die Erna Baumbauer vermittelte, gehören:
| - Ingrid Andree - David Bennent - Heinz Bennent - Franz Xaver Bogner (Regie) - Pascal Breuer - O. W. Fischer - Elisabeth Flickenschildt - Cornelia Froboess - Gustav Fröhlich - Francis Fulton-Smith - Bruno Ganz - Vadim Glowna (auch: Regie) - Tilman Günther - Burkhard Heyl - Monika John | - Alexander Kerst - Sebastian Koch - Nicolette Krebitz - Ursula Lingen - Helmuth Lohner (auch: Regie) - Susanne Lothar - Claudia Messner - Gunnar Möller - Tobias Moretti - Ulrich Mühe - Lola Müthel - Jan Niklas - Ulli Philipp - Erika Pluhar - Wolfgang Preiss | - Katja Riemann - Otto Sander - Maximilian Schell (auch: Regie) - Erich Schellow - Walter Schmidinger - Barbara Schroth - Carl-Heinz Schroth - Otto Tausig (auch: Regie) - Ulrich Tukur - Susanne Uhlen - Karl-Heinz Vosgerau - Gert Voss - Peter Weck (auch: Regie) - Angela Winkler - Michael Wittenborn |